# Llista de monuments del Baix Aran
Llista de monuments del Baix Aran inclosos en l'Inventari del Patrimoni Arquitectònic Català per als set municipis de la Vall d'Aran que formen l'àrea geogràfica del Baix Aran (en aranès Baish Aran) o els terçons de Quate Lòcs i Irissa.
S'inclouen els elements inscrits en el Registre de Béns Culturals d'Interès Nacional (BCIN) amb la classificació de monuments històrics, els Béns Culturals d'Interès Local (BCIL) de caràcter immoble i la resta de béns arquitectònics integrants del patrimoni cultural català.

## Arres
| Monument                                              | Protecció | Estil/època           | Localització                            | Coordenades                                          | Codi?     | Imatge |
| ----------------------------------------------------- | --------- | --------------------- | --------------------------------------- | ---------------------------------------------------- | --------- | --- |
| Arres de Jos, Arres de Jus, o Arres de Baish          |           | Obra popular          | Arres                                   | 42° 45′ 18″ N, 0° 42′ 40″ E / 42.7549°N,0.71123°E    | IPA-312   | Arres de Jos (Arres) · Vegeu més fotos d'aquest monument · Carregueu una nova foto d'aquest monument                                  |
| Arres de Sus                                          |           | Obra popular          | Arres                                   | 42° 45′ 26″ N, 0° 42′ 44″ E / 42.75711°N,0.7121°E    | IPA-313   | Arres de Sus (Arres) · Vegeu més fotos d'aquest monument · Carregueu una nova foto d'aquest monument                                  |
| Església de Sant Fabià i Sebastià (Sant Fabian)       | BCIL 2014 | Romànic XII           | Arres C. Major, Arres de Jos            | 42° 45′ 17″ N, 0° 42′ 40″ E / 42.754788°N,0.711185°E | IPA-4509  | Església de Sant Fabià i Sebastià (Arres) · Vegeu més fotos d'aquest monument · Carregueu una nova foto d'aquest monument             |
| Casa Joan Bares                                       |           | Barroc XVIII          | Arres C. Major, 5, Arres de Jos         | 42° 45′ 19″ N, 0° 42′ 39″ E / 42.755202°N,0.710971°E | IPA-4511  | Carregueu una nova foto d'aquest monument                                                                                             |
| Església parroquial de Sant Joan i Sant Felip d'Arres |           | Barroc XVIII          | Arres Al mig de dos pobles              | 42° 45′ 24″ N, 0° 42′ 37″ E / 42.756695°N,0.710232°E | IPA-4512  | Església parroquial de Sant Joan i Sant Felip (Arres) · Vegeu més fotos d'aquest monument · Carregueu una nova foto d'aquest monument |
| Antiga Església de Sant Pere i Sant Pau               |           | Romànic, obra popular | Arres Pl. Major, Arres de Sus           | 42° 45′ 25″ N, 0° 42′ 44″ E / 42.756984°N,0.712110°E | IPA-4513  | Antiga Església de Sant Pere i Sant Pau (Arres) · Vegeu més fotos d'aquest monument · Carregueu una nova foto d'aquest monument       |
| Çò des de Farrèr                                      |           | Neoclassicisme XIX    | Arres C. St. Joan, 5, Arres de Jos      | 42° 45′ 19″ N, 0° 42′ 40″ E / 42.75523°N,0.71100°E   | IPA-37179 | Carregueu una nova foto d'aquest monument                                                                                             |
| Çò des de Mosso                                       |           | Modernisme XIX, XX    | Arres C. St. Fabian, 2, Arres de Jos    | 42° 45′ 17″ N, 0° 42′ 41″ E / 42.75459°N,0.71127°E   | IPA-37180 | Carregueu una nova foto d'aquest monument                                                                                             |
| La Mina Victòria (Era Mena Victòria)                  |           | Obra popular XIX      | Arres Pista mina Victòria, Arres de Jos | 42° 46′ 28″ N, 0° 42′ 46″ E / 42.774523°N,0.712641°E | IPA-37184 | La Mina Victòria (Arres) · Vegeu més fotos d'aquest monument · Carregueu una nova foto d'aquest monument                              |
| Çò des de Pishon                                      |           | Obra popular XIX      | Arres C. Sant Sernilh, 3, Arres de Sus  | 42° 45′ 26″ N, 0° 42′ 44″ E / 42.757273°N,0.712234°E | IPA-37185 | Çò des de Pishon (Arres) · Vegeu més fotos d'aquest monument · Carregueu una nova foto d'aquest monument                              |

## Bausen
| Monument                                    | Protecció | Estil/època         | Localització               | Coordenades                                              | Codi?     | Imatge |
| ------------------------------------------- | --------- | ------------------- | -------------------------- | -------------------------------------------------------- | --------- | --- |
| Nucli de Bausen                             |           | Obra popular        | Bausen                     | 42° 50′ 05″ N, 0° 42′ 59″ E / 42.83471°N,0.71629°E       | IPA-335   | Nucli de Bausen · Vegeu més fotos d'aquest monument · Carregueu una nova foto d'aquest monument                                      |
| Pontaut                                     |           | Obra popular        | Bausen                     | 42° 50′ 07″ N, 0° 43′ 49″ E / 42.83536°N,0.73027°E       | IPA-336   | Carregueu una nova foto d'aquest monument                                                                                            |
| Capella de Sant Roc                         |           | Obra popular XVIII  | Bausen C. Major            | 42° 50′ 04″ N, 0° 43′ 17″ E / 42.834321°N,0.721386°E     | IPA-4514  | Capella de Sant Roc (Bausen) · Vegeu més fotos d'aquest monument · Carregueu una nova foto d'aquest monument                         |
| Església parroquial de Sant Pere ad Vincula |           | Barroc XVIII Inici  | Bausen C. Major            | 42° 50′ 05″ N, 0° 43′ 04″ E / 42.834653°N,0.717809°E     | IPA-4515  | Església parroquial de Sant Pere ad Vincula (Bausen) · Vegeu més fotos d'aquest monument · Carregueu una nova foto d'aquest monument |
| Casa Toquera                                |           | XVI                 | Bausen C. Major            | 42° 50′ 05″ N, 0° 43′ 04″ E / 42.834800°N,0.717739°E     | IPA-4518  | Casa Toquera (Bausen) · Vegeu més fotos d'aquest monument · Carregueu una nova foto d'aquest monument                                |
| Borda                                       |           | Obra popular XIX    | Bausen C. Major            |                                                          | IPA-4519  | Carregueu una nova foto d'aquest monument                                                                                            |
| Borda                                       |           | Obra popular XIX-XX | Bausen C. Major            |                                                          | IPA-4520  | Carregueu una nova foto d'aquest monument                                                                                            |
| Pont de Pontaut                             |           |                     | Bausen                     | 42° 50′ 07″ N, 0° 43′ 53″ E / 42.835393°N,0.731282°E     | IPA-5154  | Pont de Pontaut (Bausen) · Vegeu més fotos d'aquest monument · Carregueu una nova foto d'aquest monument                             |
| Capella de Santa Anna                       |           | Obra popular XX     | Bausen Camí vell de Bausen | 42° 49′ 58″ N, 0° 43′ 08″ E / 42.832709°N,0.718813°E     | IPA-37164 | Capella de Santa Anna (Bausen) · Vegeu més fotos d'aquest monument · Carregueu una nova foto d'aquest monument                       |
| Çò des d'Escalèr                            |           | Obra popular XVIII  | Bausen C. Sta. Eulàlia, 2  |                                                          | IPA-37182 | Carregueu una nova foto d'aquest monument                                                                                            |
| Çò dera Glèsia Santa Eulàlia                |           | Romànic XII         | Bausen C. Sta. Eulàlia, 4  |                                                          | IPA-37183 | Carregueu una nova foto d'aquest monument                                                                                            |
| Çò des de Minjon                            |           | Obra popular XIX    | Bausen C. Major            | 41° 19′ 55″ N, 2° 06′ 56″ E / 41.33182429°N,2.11557221°E | IPA-37186 | Carregueu una nova foto d'aquest monument                                                                                            |
| Çò des d'Anton                              |           | Obra popular XVIII  | Bausen C. Major            |                                                          | IPA-37187 | Carregueu una nova foto d'aquest monument                                                                                            |
| Çò des de Pèireton                          |           | Obra popular XVIII  | Bausen C. de Naut          |                                                          | IPA-37188 | Carregueu una nova foto d'aquest monument                                                                                            |
| Çò des de Mòre, Joanclós                    |           | Obra popular XIX    | Bausen C. Major            |                                                          | IPA-37189 | Carregueu una nova foto d'aquest monument                                                                                            |
| Çò des de Bieu                              |           | Obra popular XIX    | Bausen C. Major            |                                                          | IPA-37190 | Carregueu una nova foto d'aquest monument                                                                                            |
| Çò des d'Esperança                          |           | Obra popular XIX    | Bausen C. Sant Antòni      |                                                          | IPA-37191 | Carregueu una nova foto d'aquest monument                                                                                            |
| Bòrda de Matèla                             |           | Obra popular XIX    | Bausen Solan de Bausen     |                                                          | IPA-37192 | Carregueu una nova foto d'aquest monument                                                                                            |
| Casino de Pònt de Rei                       |           | Obra popular XIX    | Bausen Ctra. N-230, km 187 | 42° 50′ 49″ N, 0° 44′ 03″ E / 42.846978°N,0.734230°E     | IPA-37193 | Carregueu una nova foto d'aquest monument                                                                                            |
| Bòrda de Marianna                           |           | Obra popular XIX    | Bausen Solan de Bausen     |                                                          | IPA-37194 | Carregueu una nova foto d'aquest monument                                                                                            |
| Bòrda Escalèr                               |           | Obra popular XIX    | Bausen Camí de Les         | 42° 49′ 45″ N, 0° 43′ 00″ E / 42.829197°N,0.716662°E     | IPA-37195 | Carregueu una nova foto d'aquest monument                                                                                            |
| Borda de Porica                             |           | Obra popular XIX    | Bausen Camí de Les         |                                                          | IPA-37196 | Carregueu una nova foto d'aquest monument                                                                                            |
| Borda de Molièr                             |           | Obra popular XIX    | Bausen Vall de Carlac      |                                                          | IPA-37197 | Carregueu una nova foto d'aquest monument                                                                                            |
| Bòrda de Tuquèra                            |           | Obra popular XIX    | Bausen Vall de Carlac      |                                                          | IPA-37198 | Carregueu una nova foto d'aquest monument                                                                                            |
| Lauader de Bausen                           | BCIL 2010 | Obra popular        | Bausen                     |                                                          | IPA-45405 | Carregueu una nova foto d'aquest monument                                                                                            |

## Es Bòrdes
| Monument                                                                | Protecció    | Estil/època                      | Localització                                                 | Coordenades                                              | Codi?         | Imatge |
| ----------------------------------------------------------------------- | ------------ | -------------------------------- | ------------------------------------------------------------ | -------------------------------------------------------- | ------------- | --- |
| Castell Lleó, o Castel-leon                                             | BCIN 1904-MH | Medieval, XVI-XVII               | Es Bòrdes En un turonet sobre el poble, orientació nord-oest | 42° 44′ 20″ N, 0° 43′ 01″ E / 42.738913°N,0.717051°E     | RI-51-0006283 | Castell Lleó (es Bòrdes) · Vegeu més fotos d'aquest monument · Carregueu una nova foto d'aquest monument                                    |
| Es Bòrdes                                                               |              | Obra popular                     | Es Bòrdes                                                    | 42° 44′ 17″ N, 0° 43′ 09″ E / 42.73799°N,0.7193°E        | IPA-344       | Es Bòrdes · Vegeu més fotos d'aquest monument · Carregueu una nova foto d'aquest monument                                                   |
| Arró                                                                    |              | Obra popular                     | Es Bòrdes                                                    | 42° 44′ 40″ N, 0° 42′ 44″ E / 42.74456°N,0.71224°E       | IPA-345       | Arró (es Bòrdes) · Vegeu més fotos d'aquest monument · Carregueu una nova foto d'aquest monument                                            |
| Begòs                                                                   |              | Obra popular                     | Es Bòrdes                                                    | 42° 44′ 27″ N, 0° 44′ 06″ E / 42.74084°N,0.73503°E       | IPA-346       | Begòs (es Bòrdes) · Vegeu més fotos d'aquest monument · Carregueu una nova foto d'aquest monument                                           |
| Benòs                                                                   |              | Obra popular                     | Es Bòrdes                                                    | 42° 44′ 22″ N, 0° 43′ 42″ E / 42.73957°N,0.72825°E       | IPA-347       | Benòs (es Bòrdes) · Vegeu més fotos d'aquest monument · Carregueu una nova foto d'aquest monument                                           |
| Panaderia Casa deth Claueter                                            |              | Obra popular XIX-XX              | Es Bòrdes C. Entecada                                        |                                                          | IPA-4521      | Carregueu una nova foto d'aquest monument                                                                                                   |
| Casa es de Luisa, Çò des de Loisa                                       |              | Obra popular XIX                 | Es Bòrdes C. Artiga de Lin                                   | 39° 59′ 10″ N, 0° 02′ 10″ O / 39.98619306°N,0.0360006°O  | IPA-4522      | Carregueu una nova foto d'aquest monument                                                                                                   |
| Església parroquial de Nostra Senyora del Roser, Mair de Diu deth Roser |              | Eclecticisme XIX                 | Es Bòrdes Pl. dera Glèsia                                    | 42° 44′ 16″ N, 0° 43′ 10″ E / 42.73769°N,0.719307°E      | IPA-4524      | Església parroquial de Nostra Senyora del Roser (es Bòrdes) · Vegeu més fotos d'aquest monument · Carregueu una nova foto d'aquest monument |
| Casa es de Bernard                                                      |              | Obra popular XVIII               | Es Bòrdes C. Castèth Leon                                    | 40° 30′ 40″ N, 4° 15′ 37″ O / 40.51100758°N,4.26029082°O | IPA-4526      | Carregueu una nova foto d'aquest monument                                                                                                   |
| Borda Castèth, o Escaler                                                |              | Obra popular XIX-XX              | Es Bòrdes C. Castèth Leon                                    |                                                          | IPA-4527      | Carregueu una nova foto d'aquest monument                                                                                                   |
| Çò des de Soldat, balcoada                                              |              | Obra popular XVIII               | Es Bòrdes C. Castèth Leon                                    |                                                          | IPA-4530      | Carregueu una nova foto d'aquest monument                                                                                                   |
| Borda Vielha, balcoada                                                  |              | Obra popular XVIII-XX            | Es Bòrdes C. Castèth Leon                                    |                                                          | IPA-4531      | Carregueu una nova foto d'aquest monument                                                                                                   |
| Casa des de Xipet, balcoada                                             |              | Obra popular XVIII-XX            | Es Bòrdes C. Castèth Leon                                    |                                                          | IPA-4532      | Carregueu una nova foto d'aquest monument                                                                                                   |
| Casa es de Caubet                                                       |              | Obra popular XIX                 | Es Bòrdes C. deth Centre                                     | 42° 44′ 17″ N, 0° 43′ 07″ E / 42.73817°N,0.71856°E       | IPA-4533      | Carregueu una nova foto d'aquest monument                                                                                                   |
| Casa es de Abella                                                       |              | Obra popular XI-XIII             | Es Bòrdes C. dera Creu                                       |                                                          | IPA-4536      | Carregueu una nova foto d'aquest monument                                                                                                   |
| Çò des de Sauador                                                       |              | Obra popular XIII-XVIII          | Es Bòrdes C. dera Laca                                       |                                                          | IPA-4540      | Carregueu una nova foto d'aquest monument                                                                                                   |
| Casa es de Vidala                                                       |              | Obra popular XIX                 | Es Bòrdes C. dera Laca                                       | 40° 56′ 25″ N, 0° 04′ 14″ E / 40.94036728°N,0.07059819°E | IPA-4541      | Carregueu una nova foto d'aquest monument                                                                                                   |
| Casa Naua                                                               |              | Obra popular XIX-XX              | Es Bòrdes C. Major                                           |                                                          | IPA-4544      | Carregueu una nova foto d'aquest monument                                                                                                   |
| Casa es de Cuish, capuchina e balcon                                    |              | Obra popular XVIII-XIX           | Es Bòrdes C. Major                                           | 42° 44′ 17″ N, 0° 43′ 07″ E / 42.73796°N,0.718534°E      | IPA-4545      | Carregueu una nova foto d'aquest monument                                                                                                   |
| Casa es de Baile                                                        |              | Obra popular XIX                 | Es Bòrdes Pl. Major                                          | 42° 44′ 05″ N, 0° 43′ 18″ E / 42.73472°N,0.72167°E       | IPA-4547      | Carregueu una nova foto d'aquest monument                                                                                                   |
| Casa es de Josep, Çò de Perejosep                                       |              | Obra popular XIX-XX              | Es Bòrdes Pl. Major                                          | 42° 44′ 16″ N, 0° 43′ 09″ E / 42.73791°N,0.71922°E       | IPA-4550      | Carregueu una nova foto d'aquest monument                                                                                                   |
| Forn Pauet                                                              |              | Obra popular XIX                 | Es Bòrdes Ctra. accés es Bòrdes                              |                                                          | IPA-4552      | Carregueu una nova foto d'aquest monument                                                                                                   |
| Pont Vielh, o eth Pònt deth Joeu                                        |              | Obra popular XI-XVIII            | Es Bòrdes Camí Reiau, sobre el riu Joeu                      | 42° 44′ 13″ N, 0° 43′ 00″ E / 42.736989°N,0.716614°E     | IPA-4553      | Carregueu una nova foto d'aquest monument                                                                                                   |
| Camí Vielh                                                              |              | Obra popular XI-XX               | Es Bòrdes                                                    |                                                          | IPA-4554      | Carregueu una nova foto d'aquest monument                                                                                                   |
| Antic Molí d'Arró                                                       |              | Obra popular XV-XIX              | Es Bòrdes Camí Reiau, Arró                                   |                                                          | IPA-4562      | Carregueu una nova foto d'aquest monument                                                                                                   |
| Alberg Camí d'Arró                                                      |              | Obra popular XIX-XX              | Es Bòrdes Ctra. N-230, Arró                                  | 42° 44′ 35″ N, 0° 42′ 31″ E / 42.7430°N,0.70862°E        | IPA-4563      | Carregueu una nova foto d'aquest monument                                                                                                   |
| Església parroquial de Sant Roc i la Santa Creu (Sant Ròc)              |              | Romànic, gòtic XII               | Es Bòrdes Begós                                              | 42° 44′ 26″ N, 0° 44′ 09″ E / 42.740426°N,0.73584°E      | IPA-4565      | Església parroquial de Sant Roc i la Santa Creu (es Bòrdes) · Vegeu més fotos d'aquest monument · Carregueu una nova foto d'aquest monument |
| Era Coma d'Arró                                                         |              | Obra popular XIX                 | Es Bòrdes C. dera Còsta, Arró                                | 42° 44′ 41″ N, 0° 42′ 44″ E / 42.744752°N,0.712139°E     | IPA-4595      | Carregueu una nova foto d'aquest monument                                                                                                   |
| Font d'Arró, o era Hònt d'Arró                                          |              | Obra popular XIX                 | Es Bòrdes C. dera Còsta, Arró                                | 42° 44′ 41″ N, 0° 42′ 44″ E / 42.744754°N,0.712099°E     | IPA-4597      | Carregueu una nova foto d'aquest monument                                                                                                   |
| Casa es de Hilipa                                                       |              | Obra popular XIX                 | Es Bòrdes C. Major, Arró                                     |                                                          | IPA-4598      | Carregueu una nova foto d'aquest monument                                                                                                   |
| Església parroquial de Sant Martí d'Arró (Sant Martin)                  |              | Romànic, gòtic tardà XII         | Es Bòrdes Pl. de l'Església, Arró                            | 42° 44′ 39″ N, 0° 42′ 49″ E / 42.744172°N,0.713528°E     | IPA-4602      | Carregueu una nova foto d'aquest monument                                                                                                   |
| Casa des de San Joan                                                    |              | Neoclassicisme, obra popular XIX | Es Bòrdes Pl. Major, Arró                                    | 42° 44′ 40″ N, 0° 42′ 44″ E / 42.744578°N,0.712230°E     | IPA-4603      | Carregueu una nova foto d'aquest monument                                                                                                   |
| Casa Consistorial d'Arró, antiga Casa des de Joan d'Arró                |              | Obra popular XIX                 | Es Bòrdes C. Sant Agustin, Arró                              | 42° 44′ 40″ N, 0° 42′ 44″ E / 42.74448°N,0.71231°E       | IPA-4605      | Carregueu una nova foto d'aquest monument                                                                                                   |
| Casa des de Ghilhem                                                     |              | Obra popular XVII                | Es Bòrdes C. Sant Antòni, Arró                               |                                                          | IPA-4607      | Carregueu una nova foto d'aquest monument                                                                                                   |
| Casa des de Madar                                                       |              | Obra popular XIX                 | Es Bòrdes Camí de Benós, Arró                                |                                                          | IPA-4608      | Carregueu una nova foto d'aquest monument                                                                                                   |
| Església de Sant Martí de Benós (Sant Martin)                           |              | Romànic, obra popular XII        | Es Bòrdes Benós                                              | 42° 44′ 22″ N, 0° 43′ 42″ E / 42.739522°N,0.728352°E     | IPA-4761      | Església de Sant Martí de Benós (es Bòrdes) · Vegeu més fotos d'aquest monument · Carregueu una nova foto d'aquest monument                 |
| Pont Vell de les Bordes                                                 |              | Obra popular                     | Es Bòrdes Camin Reiau, sobre el riu Garona                   | 42° 44′ 19″ N, 0° 43′ 24″ E / 42.738509°N,0.723283°E     | IPA-5153      | Carregueu una nova foto d'aquest monument                                                                                                   |
| Capella de Sant Joan de Benós                                           |              | Obra popular XIX                 | Es Bòrdes Camí de la Capella                                 |                                                          | IPA-37169     | Carregueu una nova foto d'aquest monument                                                                                                   |
| Çò des de Tròi                                                          |              | Renaixement, obra popular XVI    | Es Bòrdes Pl. Major, Arró                                    | 42° 44′ 40″ N, 0° 42′ 44″ E / 42.744567°N,0.712243°E     | IPA-37213     | Carregueu una nova foto d'aquest monument                                                                                                   |
| Çò des de Nadala                                                        |              | Obra popular XIX                 | Es Bòrdes C. Santa Creu, Begós                               |                                                          | IPA-37214     | Carregueu una nova foto d'aquest monument                                                                                                   |
| Çò des de Socasau                                                       |              | Obra popular XIX                 | Es Bòrdes Pl. Major, Begós                                   | 42° 44′ 26″ N, 0° 44′ 06″ E / 42.740621°N,0.734890°E     | IPA-37215     | Çò des de Socasau (es Bòrdes) · Vegeu més fotos d'aquest monument · Carregueu una nova foto d'aquest monument                               |
| Çò des de Frances                                                       |              | Obra popular XVIII               | Es Bòrdes Benós, damunt de l'església                        |                                                          | IPA-37216     | Carregueu una nova foto d'aquest monument                                                                                                   |
| Eth Estudi                                                              |              | Obra popular XX                  | Es Bòrdes C. deth Haro                                       | 42° 44′ 17″ N, 0° 43′ 20″ E / 42.73810°N,0.72223°E       | IPA-37217     | Carregueu una nova foto d'aquest monument                                                                                                   |
| Lauadèr d'es Bòrdes, Lauadèr deth Joeu                                  | BCIL 2010    | Obra popular XIX                 | Es Bòrdes Camín Reiau                                        |                                                          | IPA-37219     | Carregueu una nova foto d'aquest monument                                                                                                   |
| Era Mòla de Naut, o Fabrica dera Lana, Mòla deth Baron                  |              | Obra popular XVIII               | Es Bòrdes Ctra. N-230                                        | 42° 44′ 16″ N, 0° 43′ 41″ E / 42.737914°N,0.728181°E     | IPA-37220     | Carregueu una nova foto d'aquest monument                                                                                                   |
| Escoles Nacionals, Escòla Casteth Léon                                  |              | Noucentisme XX                   | Es Bòrdes C. Era Laca, 23                                    | 42° 44′ 18″ N, 0° 43′ 17″ E / 42.73828°N,0.72135°E       | IPA-49561     | Carregueu una nova foto d'aquest monument                                                                                                   |

## Bossòst
| Monument | Protecció       | Estil/època           | Localització                         | Coordenades                                          | Codi?         | Imatge |
| --- | --------------- | --------------------- | ------------------------------------ | ---------------------------------------------------- | ------------- | --- |
| Castell d'Era Castèra | BCIN 558-MH     | XII                   | Bossòst                              | 42° 47′ 25″ N, 0° 41′ 30″ E / 42.790238°N,0.691598°E | RI-51-0006286 | Carregueu una nova foto d'aquest monument                                                                                              |
| Castell de Bossòst | BCIN 909-MH     |                       | Bossòst                              | 42° 47′ 25″ N, 0° 41′ 30″ E / 42.790228°N,0.691551°E | RI-51-0006285 | Castell de Bossòst · Vegeu més fotos d'aquest monument · Carregueu una nova foto d'aquest monument                                     |
| Església de la Mare de Déu de la Purificació, església de l'Assumpció, Puríssima de Bossòst, Mair de Diu dera Purificacion | BCIN 1257-MH-EN | Romànic XII           | Bossòst                              | 42° 47′ 09″ N, 0° 41′ 32″ E / 42.78577°N,0.69217°E   | IPA-1406      | Església de la Mare de Déu de la Purificació (Bossòst) · Vegeu més fotos d'aquest monument · Carregueu una nova foto d'aquest monument |
| Vila de Bossost |                 | Obra popular          | Bossòst                              | 42° 47′ 08″ N, 0° 41′ 32″ E / 42.78552°N,0.6921°E    | IPA-342       | Vila de Bossost · Vegeu més fotos d'aquest monument · Carregueu una nova foto d'aquest monument                                        |
| Passeig de la Garona, de la Llibertat o deth Grauèr                                                                        |                 | Obra popular XIX      | Bossòst Riba esquerra del riu Garona | 42° 47′ 07″ N, 0° 41′ 33″ E / 42.785208°N,0.692607°E | IPA-343       | Passeig de la Garona (Bossòst) · Vegeu més fotos d'aquest monument · Carregueu una nova foto d'aquest monument                         |
| Capella de la Mare de Déu de la Pietat                                                                                     |                 | Obra popular XVI      | Bossòst Ctra. C-142, km 180          | 42° 46′ 55″ N, 0° 41′ 26″ E / 42.781969°N,0.690493°E | IPA-4579      | Capella de la Mare de Déu de la Pietat (Bossòst) · Vegeu més fotos d'aquest monument · Carregueu una nova foto d'aquest monument       |
| Capella de Sant Sebastià i Sant Fabià                                                                                      |                 | Obra popular XIX      | Bossòst C. Sant Fabian               | 42° 47′ 07″ N, 0° 41′ 37″ E / 42.785208°N,0.693567°E | IPA-4580      | Capella de Sant Sebastià i Sant Fabià (Bossòst) · Vegeu més fotos d'aquest monument · Carregueu una nova foto d'aquest monument        |
| Pont de Bossòst |                 | Obra popular XX Inici | Bossòst Sobre el riu Garona          | 42° 47′ 07″ N, 0° 41′ 35″ E / 42.785229°N,0.693189°E | IPA-5155      | Pont de Bossòst · Vegeu més fotos d'aquest monument · Carregueu una nova foto d'aquest monument                                        |
| Capella de Sant Roc |                 | Obra popular XVIII    | Bossòst C. Sant Ròc                  | 42° 47′ 21″ N, 0° 41′ 46″ E / 42.789251°N,0.696092°E | IPA-37165     | Capella de Sant Roc (Bossòst) · Vegeu més fotos d'aquest monument · Carregueu una nova foto d'aquest monument                          |
| Capella de Sant Joan Crisòstom                                                                                             |                 | Obra popular XX       | Bossòst C. Sant Joan Crisòstom       | 42° 47′ 15″ N, 0° 41′ 26″ E / 42.787468°N,0.690625°E | IPA-37166     | Capella de Sant Joan Crisòstom (Bossòst) · Vegeu més fotos d'aquest monument · Carregueu una nova foto d'aquest monument               |
| Capella de Sant Cerat |                 | Obra popular XX       | Bossòst C. Sant Cerat                | 42° 47′ 06″ N, 0° 41′ 24″ E / 42.785000°N,0.689995°E | IPA-37167     | Capella de Sant Cerat (Bossòst) · Vegeu més fotos d'aquest monument · Carregueu una nova foto d'aquest monument                        |
| Capella de Sant Antoni |                 | Obra popular XIX      | Bossòst Ctra. Portillon, km 5        | 42° 46′ 04″ N, 0° 40′ 57″ E / 42.767879°N,0.682419°E | IPA-37168     | Carregueu una nova foto d'aquest monument                                                                                              |
| Eth Casteret de Bossòst |                 | Romànic XIII          | Bossòst Camí dera Lana               | 42° 47′ 57″ N, 0° 42′ 16″ E / 42.799213°N,0.704428°E | IPA-37199     | Eth Casteret de Bossòst · Vegeu més fotos d'aquest monument · Carregueu una nova foto d'aquest monument                                |
| Soala de Casteràs |                 | Romànic XII, XIII     | Bossòst Damunt raval de St. Ròc      | 42° 47′ 24″ N, 0° 41′ 30″ E / 42.790118°N,0.691714°E | IPA-37200     | Soala de Casteràs (Bossòst) · Modifica el valor a Wikidata · Carregueu una nova foto d'aquest monument                                 |
| Mina Margalida |                 | Obra popular XIX      | Bossòst Pista ascens a Margalida     | 42° 46′ 56″ N, 0° 43′ 57″ E / 42.78219°N,0.73262°E   | IPA-37203     | Carregueu una nova foto d'aquest monument                                                                                              |
| Bocard dera Mena Victòria                                                                                                  |                 | Obra popular XIX      | Bossòst Camí d'Arres                 | 42° 47′ 13″ N, 0° 41′ 42″ E / 42.78706°N,0.69513°E   | IPA-37204     | Bocard dera Mena Victòria (Bossòst) · Vegeu més fotos d'aquest monument · Carregueu una nova foto d'aquest monument                    |
| Molin Vielh, la Mòla de Bossòst                                                                                            |                 | Obra popular XIX      | Bossòst C. Sant Fabian, 1            | 42° 47′ 07″ N, 0° 41′ 38″ E / 42.785251°N,0.693785°E | IPA-37205     | Molin Vielh (Bossòst) · Vegeu més fotos d'aquest monument · Carregueu una nova foto d'aquest monument                                  |
| Çò des de Benosa |                 | Obra popular XVIII    | Bossòst C. Sant Ròc, 25              | 42° 47′ 19″ N, 0° 41′ 40″ E / 42.788540°N,0.694549°E | IPA-37206     | Carregueu una nova foto d'aquest monument                                                                                              |
| Çò des d'Aunòs |                 | Obra popular XIX      | Bossòst C. Sant Ròc, 5               | 42° 47′ 19″ N, 0° 41′ 40″ E / 42.788505°N,0.694545°E | IPA-37207     | Çò des d'Aunòs (Bossòst) · Vegeu més fotos d'aquest monument · Carregueu una nova foto d'aquest monument                               |
| Çò deth Mètge Campà |                 | Obra popular XVIII    | Bossòst C. Mètge Campà               | 42° 47′ 08″ N, 0° 41′ 28″ E / 42.78565°N,0.691189°E  | IPA-37208     | Çò deth Metge Campà (Bossòst) · Vegeu més fotos d'aquest monument · Carregueu una nova foto d'aquest monument                          |
| Lauadèr de Bossòst | BCIL 2010       | Obra popular XIX      | Bossòst C. St. Cerat, 20             | 42° 47′ 12″ N, 0° 41′ 27″ E / 42.78668°N,0.69092°E   | IPA-37209     | Lauadèr de Bossòst · Vegeu més fotos d'aquest monument · Carregueu una nova foto d'aquest monument                                     |
| Çò de Pascalet |                 | Obra popular XVIII    | Bossòst C. Pietat                    |                                                      | IPA-37210     | Carregueu una nova foto d'aquest monument                                                                                              |

## Canejan
| Monument                                                | Protecció   | Estil/època        | Localització                                                                           | Coordenades                                            | Codi?         | Imatge |
| ------------------------------------------------------- | ----------- | ------------------ | -------------------------------------------------------------------------------------- | ------------------------------------------------------ | ------------- | --- |
| Casa Sirat                                              | BCIN 611-MH | Medieval           | Canejan                                                                                | 42° 50′ 18″ N, 0° 44′ 18″ E / 42.8382165°N,0.7382667°E | RI-51-0006293 | Carregueu una nova foto d'aquest monument |
| Poble de Canejan                                        |             | Obra popular       | Canejan                                                                                | 42° 50′ 17″ N, 0° 44′ 22″ E / 42.83817°N,0.73939°E     | IPA-349       | Poble de Canejan · Vegeu més fotos d'aquest monument · Carregueu una nova foto d'aquest monument                                                  |
| Porcingles                                              |             | Obra popular XVII  | Canejan Porcingles                                                                     | 42° 49′ 36″ N, 0° 46′ 14″ E / 42.82663°N,0.77068°E     | IPA-350       | Carregueu una nova foto d'aquest monument |
| Bordius, o Çò de Tòn deth Donis                         |             | Obra popular XVII  | Canejan Bordius                                                                        | 42° 49′ 11″ N, 0° 45′ 09″ E / 42.81963°N,0.75256°E     | IPA-351       | Bordius (Canejan) · Vegeu més fotos d'aquest monument · Carregueu una nova foto d'aquest monument                                                 |
| Sant Joan de Toran                                      |             | Obra popular       | Canejan                                                                                | 42° 49′ 26″ N, 0° 47′ 46″ E / 42.82378°N,0.79623°E     | IPA-352       | Sant Joan de Toran (Canejan) · Vegeu més fotos d'aquest monument · Carregueu una nova foto d'aquest monument                                      |
| Església parroquial de Sant Joan i Sant Cerní de Tolosa |             | Eclecticisme XIX   | Canejan C. de Sant Sernilh                                                             | 42° 50′ 19″ N, 0° 44′ 21″ E / 42.83869°N,0.73912°E     | IPA-4581      | Església parroquial de Sant Joan i Sant Cerní de Tolosa (Canejan) · Vegeu més fotos d'aquest monument · Carregueu una nova foto d'aquest monument |
| Santuari de Sant Joan de Toran                          |             | Romànic XII        | Canejan Toran, ribera del riu                                                          | 42° 49′ 26″ N, 0° 47′ 45″ E / 42.823881°N,0.795934°E   | IPA-4584      | Santuari de Sant Joan de Toran (Canejan) · Vegeu més fotos d'aquest monument · Carregueu una nova foto d'aquest monument                          |
| Pont des Abadòs                                         |             | Obra popular XIX   | Canejan Riu Toran, Era Mòla                                                            |                                                        | IPA-37221     | Carregueu una nova foto d'aquest monument |
| Era Mòla de Pontaut                                     |             | Obra popular XX    | Canejan Pontaut                                                                        |                                                        | IPA-37222     | Carregueu una nova foto d'aquest monument |
| Çò des de Benòsa                                        |             | Obra popular XVIII | Canejan Pl. Vielha                                                                     | 42° 50′ 18″ N, 0° 44′ 22″ E / 42.83822°N,0.73948°E     | IPA-37223     | Carregueu una nova foto d'aquest monument |
| Çò des de Sirat                                         |             | Obra popular XVIII | Canejan C. Còt deth Palhèr                                                             |                                                        | IPA-37224     | Carregueu una nova foto d'aquest monument |
| Çò des de Puig                                          |             | Obra popular XIX   | Canejan C. Avacilh                                                                     |                                                        | IPA-37225     | Carregueu una nova foto d'aquest monument |
| Bòrda de Bordius                                        |             | Obra popular XIX   | Canejan Part central nucli                                                             | 42° 49′ 11″ N, 0° 45′ 09″ E / 42.819661°N,0.752481°E   | IPA-37226     | Carregueu una nova foto d'aquest monument |
| Bòrda deth Gotèr                                        |             | Obra popular XIX   | Canejan Afores de Canejan                                                              |                                                        | IPA-37227     | Carregueu una nova foto d'aquest monument |
| Bòrda deth To                                           |             | Obra popular XIX   | Canejan Al nord del nucli de Canejan                                                   | 42° 50′ 35″ N, 0° 44′ 43″ E / 42.843113°N,0.745375°E   | IPA-37228     | Carregueu una nova foto d'aquest monument |
| Çò des de Simonet                                       |             | Obra popular XVIII | Canejan Pl. de Vielha                                                                  | 42° 50′ 18″ N, 0° 44′ 21″ E / 42.838266°N,0.739117°E   | IPA-37229     | Carregueu una nova foto d'aquest monument |
| Çò des de Benòsa der Mòla                               |             | Obra popular XIX   | Canejan Pònt des Abòs                                                                  |                                                        | IPA-37230     | Carregueu una nova foto d'aquest monument |
| Bocard de Canejan, o lauader des mines de Liat          |             | Obra popular XIX   | Canejan Ctra. Canejan                                                                  | 42° 50′ 02″ N, 0° 43′ 58″ E / 42.83391°N,0.73289°E     | IPA-37231     | Carregueu una nova foto d'aquest monument |
| Mòla de Porcingles, Mòla deth Batan                     | BCIL 2010   | Obra popular XIX   | Canejan Marge dret del riu Toran, al peu de la carretera i sota el nucli de Porcingles |                                                        | IPA-45397     | Carregueu una nova foto d'aquest monument |
| Lauder de Canejan                                       | BCIL 2010   | Obra popular       | Canejan C. Era Cau, al final                                                           | 42° 50′ 16″ N, 0° 44′ 30″ E / 42.83778°N,0.74178°E     | IPA-45406     | Carregueu una nova foto d'aquest monument |
| Ressèc de Toran                                         | BCIL 2010   | Obra popular       | Canejan Sant Joan de Toran, marge dret del riu Toran abans de creuar el pont           | 42° 49′ 31″ N, 0° 46′ 39″ E / 42.82518°N,0.77753°E     | IPA-45410     | Carregueu una nova foto d'aquest monument |

## Les
| Monument                                                     | Protecció   | Estil/època                      | Localització                      | Coordenades                                          | Codi?         | Imatge |
| ------------------------------------------------------------ | ----------- | -------------------------------- | --------------------------------- | ---------------------------------------------------- | ------------- | --- |
| La Baronia de Les                                            | BCIN 959-MH | XVII                             | Les                               | 42° 48′ 49″ N, 0° 42′ 55″ E / 42.813735°N,0.715306°E | RI-51-0006365 | La Baronia de Les · Vegeu més fotos d'aquest monument · Carregueu una nova foto d'aquest monument                               |
| Castell de Les                                               | BCIN 960-MH | Medieval                         | Les                               | 42° 48′ 44″ N, 0° 43′ 02″ E / 42.812302°N,0.717309°E | RI-51-0006364 | Castell de Les · Vegeu més fotos d'aquest monument · Carregueu una nova foto d'aquest monument                                  |
| El Casteret                                                  | BCIN 961-MH | Medieval                         | Les Sobre el turó de la Torreta   | 42° 47′ 57″ N, 0° 42′ 16″ E / 42.799179°N,0.704437°E | RI-51-0006366 | Carregueu una nova foto d'aquest monument                                                                                       |
| Vila de Les                                                  |             | Obra popular                     | Les                               | 42° 48′ 37″ N, 0° 42′ 36″ E / 42.81027°N,0.70991°E   | IPA-397       | Vila de Les · Vegeu més fotos d'aquest monument · Carregueu una nova foto d'aquest monument                                     |
| Església parroquial de Sant Joan Baptista                    |             | Barroc XVIII                     | Les C. Major                      | 42° 48′ 44″ N, 0° 42′ 46″ E / 42.812149°N,0.712648°E | IPA-4585      | Església parroquial de Sant Joan Baptista (Les) · Vegeu més fotos d'aquest monument · Carregueu una nova foto d'aquest monument |
| Banys de Les, antigues termes                                |             | Eclecticisme XIX                 | Les C. Passeig                    | 42° 48′ 25″ N, 0° 42′ 33″ E / 42.807015°N,0.709129°E | IPA-4589      | Banys de Les · Vegeu més fotos d'aquest monument · Carregueu una nova foto d'aquest monument                                    |
| Antic Casino, o Çò des Calzado, es Auajons                   |             | Eclecticisme XX Inici            | Les Ctra. C-142, km 207,3         |                                                      | IPA-4591      | Carregueu una nova foto d'aquest monument                                                                                       |
| Capella de la Verge de les Neus, o Capella de la Pietat      |             | Eclecticisme XX                  | Les Camí dera Lana                | 42° 49′ 00″ N, 0° 42′ 52″ E / 42.816700°N,0.714582°E | IPA-4592      | Capella de la Verge de les Neus (Les) · Vegeu més fotos d'aquest monument · Carregueu una nova foto d'aquest monument           |
| Capella de Sant Blai                                         |             | Romànic XII                      | Les C. de Sant Blas               | 42° 48′ 48″ N, 0° 42′ 56″ E / 42.81347°N,0.71555°E   | IPA-4593      | Capella de Sant Blai (Les) · Vegeu més fotos d'aquest monument · Carregueu una nova foto d'aquest monument                      |
| Borda Joaquin                                                | BCIL 2000   | Obra popular XIX Final, XX Inici | Les C. Ressèc - Prat de Matacabòs |                                                      | IPA-19467     | Carregueu una nova foto d'aquest monument                                                                                       |
| Çò de Jèp de Montoya                                         |             | Obra popular XIX                 | Les Savièla, 8                    | 42° 48′ 44″ N, 0° 42′ 53″ E / 42.812215°N,0.714610°E | IPA-37232     | Çò de Jèp de Montoya (Les) · Vegeu més fotos d'aquest monument · Carregueu una nova foto d'aquest monument                      |
| Es Monges dera Sagrada Família                               |             | Obra popular XX                  | Les Pl. dera Glèsia               | 42° 48′ 43″ N, 0° 42′ 45″ E / 42.811987°N,0.712590°E | IPA-37233     | Es Monges dera Sagrada Família (Les) · Vegeu més fotos d'aquest monument · Carregueu una nova foto d'aquest monument            |
| Çò des de Montaya, o Ponin                                   |             | Obra popular XIX                 | Les C. Carrèra, 43                | 42° 48′ 47″ N, 0° 42′ 45″ E / 42.812922°N,0.712515°E | IPA-37234     | Carregueu una nova foto d'aquest monument                                                                                       |
| Çò des d'Arroes, o es deth Senhor Arciprèste                 |             | Obra popular XIX                 | Les C. Carrèra, 23                | 42° 48′ 43″ N, 0° 42′ 45″ E / 42.811935°N,0.712390°E | IPA-37235     | Carregueu una nova foto d'aquest monument                                                                                       |
| Çò des de Mossènpeir                                         |             | Obra popular XVIII               | Les C. Carrèra, 20, 22, 24        | 42° 48′ 41″ N, 0° 42′ 44″ E / 42.811503°N,0.712253°E | IPA-37236     | Çò des de Mossènpeir (Les) · Vegeu més fotos d'aquest monument · Carregueu una nova foto d'aquest monument                      |
| Çò des deth Hustèr                                           |             | Obra popular XX                  | Les C. Carrèra, 18                | 42° 48′ 40″ N, 0° 42′ 43″ E / 42.81112°N,0.71199°E   | IPA-37237     | Carregueu una nova foto d'aquest monument                                                                                       |
| Era Mòla de Les (el Molí de Les)                             | BCIL 2011   | Obra popular XIX                 | Les C. des Banhs, 8               | 42° 48′ 35″ N, 0° 42′ 40″ E / 42.809644°N,0.711111°E | IPA-37238     | Era Mòla de Les · Vegeu més fotos d'aquest monument · Carregueu una nova foto d'aquest monument                                 |
| Çò des de Rodriguez                                          |             | Obra popular XIX                 | Les C. des Banhs, 12              | 42° 48′ 32″ N, 0° 42′ 39″ E / 42.809018°N,0.710733°E | IPA-37239     | Çò des de Rodriguez (Les) · Vegeu més fotos d'aquest monument · Carregueu una nova foto d'aquest monument                       |
| Eth Ressèc e era Lum de Les                                  |             | Obra popular XX                  | Les Pl. dera Querimònia           | 42° 48′ 41″ N, 0° 42′ 39″ E / 42.811348°N,0.710911°E | IPA-37240     | Eth Ressèc e era Lum de Les · Vegeu més fotos d'aquest monument · Carregueu una nova foto d'aquest monument                     |
| Plaça deth Haro                                              | BCIL 2019   | Obra popular XVIII-XX            | Les Pl. deth Haro                 | 42° 48′ 44″ N, 0° 42′ 48″ E / 42.81221°N,0.71325°E   | IPA-46781     | Plaça deth Haro (Les) · Vegeu més fotos d'aquest monument · Carregueu una nova foto d'aquest monument                           |
| Edifici de la Caixa de Pensions per a la Vellesa i l'Estalvi |             | Noucentisme XX                   | Les Av. Sant Jaume, 18            | 42° 48′ 39″ N, 0° 42′ 36″ E / 42.81080°N,0.70999°E   | IPA-49579     | Carregueu una nova foto d'aquest monument                                                                                       |

## Vilamòs
| Monument                                                              | Protecció | Estil/època             | Localització             | Coordenades                                          | Codi?     | Imatge |
| --------------------------------------------------------------------- | --------- | ----------------------- | ------------------------ | ---------------------------------------------------- | --------- | --- |
| Vila de Vilamòs                                                       |           | Obra popular            | Vilamòs                  | 42° 44′ 52″ N, 0° 43′ 35″ E / 42.74767°N,0.72634°E   | IPA-505   | Vila de Vilamòs · Vegeu més fotos d'aquest monument · Carregueu una nova foto d'aquest monument                    |
| Església de Santa Maria de Vilamòs, o Església parroquial de la Verge |           | Romànic, barroc XI      | Vilamòs Pl. Major        | 42° 44′ 51″ N, 0° 43′ 36″ E / 42.74758°N,0.72671°E   | IPA-510   | Esglesia de Santa Maria de Vilamòs · Vegeu més fotos d'aquest monument · Carregueu una nova foto d'aquest monument |
| La Bordeta                                                            |           | Obra popular XII        | Vilamòs                  | 42° 45′ 09″ N, 0° 41′ 48″ E / 42.75247°N,0.69655°E   | IPA-511   | Carregueu una nova foto d'aquest monument                                                                          |
| Ermita de Sant Miquel de Vilamòs (Sant Miquèu)                        |           | Romànic XI              | Vilamòs Camí a Varradòs  | 42° 44′ 45″ N, 0° 44′ 19″ E / 42.745968°N,0.738586°E | IPA-37178 | Carregueu una nova foto d'aquest monument                                                                          |
| Çò des de Joanchiquet                                                 |           | Obra popular XVIII, XIX | Vilamòs C. Major, 14     | 42° 44′ 53″ N, 0° 43′ 33″ E / 42.748041°N,0.725731°E | IPA-37523 | Çò des de Joanchiquet (Vilamòs) · Vegeu més fotos d'aquest monument · Carregueu una nova foto d'aquest monument    |
| Era Hònt de Vilamòs, o safareig de Vilamòs                            | BCIL 2010 | Obra popular XVIII, XIX | Vilamòs C. dera Hònt     | 42° 44′ 53″ N, 0° 43′ 34″ E / 42.748168°N,0.725995°E | IPA-37524 | Era Hònt de Vilamòs · Vegeu més fotos d'aquest monument · Carregueu una nova foto d'aquest monument                |
| Çò des de Guilhem                                                     |           | Obra popular XIX        | Vilamòs C. St. Miquèu, 4 | 42° 44′ 52″ N, 0° 43′ 32″ E / 42.747643°N,0.725592°E | IPA-37525 | Çò des de Guilhem (Vilamòs) · Vegeu més fotos d'aquest monument · Carregueu una nova foto d'aquest monument        |
| Çò des de Jacinto                                                     |           | Obra popular XIX        | Vilamòs C. St. Miquèu, 6 | 42° 44′ 52″ N, 0° 43′ 33″ E / 42.747704°N,0.725761°E | IPA-37526 | Çò des de Jacinto (Vilamòs) · Vegeu més fotos d'aquest monument · Carregueu una nova foto d'aquest monument        |
| Çò des de Joan de Jaume                                               |           | Obra popular XIX        | Vilamòs C. Major, 7      | 42° 44′ 52″ N, 0° 43′ 34″ E / 42.747811°N,0.726124°E | IPA-37527 | Çò des de Joan de Jaume (Vilamòs) · Vegeu més fotos d'aquest monument · Carregueu una nova foto d'aquest monument  |
| Çò deth Ignasi                                                        |           | Obra popular XIX        | Vilamòs C. Major, 7      | 42° 44′ 50″ N, 0° 43′ 37″ E / 42.747340°N,0.726816°E | IPA-37528 | Çò deth Ignasi (Vilamòs) · Vegeu més fotos d'aquest monument · Carregueu una nova foto d'aquest monument           |
| Casa dera Vila                                                        |           | Obra popular XVIII, XX  | Vilamòs Pl. Major, 4     | 42° 44′ 51″ N, 0° 43′ 37″ E / 42.747471°N,0.726950°E | IPA-37529 | Casa dera Vila (Vilamòs) · Vegeu més fotos d'aquest monument · Carregueu una nova foto d'aquest monument           |
| Mestièr de Vilamòs, Ferrador de Vilamòs                               | BCIL 2010 | Obra popular            | Vilamòs C. Major, 2      | 42° 44′ 51″ N, 0° 43′ 40″ E / 42.747598°N,0.727644°E | IPA-45417 | Carregueu una nova foto d'aquest monument                                                                          |